# Vrozená bisexualita
Vrozená bisexualita (nebo predispozice k bisexualitě) je termín zavedený Sigmundem Freudem, podle něhož se všichni lidé rodí jako bisexuálové, ale následným psychologickým vývojem, který zahrnuje vnější i vnitřní faktory, se z nich stávají monosexuálové[zdroj?] a jejich bisexualita přetrvává v latentním stádiu.
V otázce zda biologie ovlivňuje sexuální orientaci neexistuje vědecký konsensus.[zdroj?]

## Tři úvahy o sexuální teorii
Freud ve své knize Tři úvahy o sexuální teorii (Three Contributions to the Theory of Sex) z roku 1920 pojednává o konceptu inverze (tj. homosexuality) s ohledem na její vrozenost či biologickou predispozici k homosexualitě či bisexualitě.
Závěry, ke kterým došel, jsou založeny na mylné představě, že člověk v raných stádiích vývoje prochází obdobím hermafroditismu. Tuto myšlenku rozvijí do obecné teorie, že přitažlivost k oběma pohlavím je možná, nicméně že pro každé pohlaví existuje „normálnější“ varianta. Homosexualitu vysvětluje jako důsledek traumatické příhody či příhod, které zabránily normálnímu vývoji, jenž zahrnuje přitažlivost k opačnému pohlaví.
Freud označil lidi jako přírodně „polymorfně perversní“, což znamená, že prakticky jakýkoliv objekt může být zdrojem erotického uspokojení nebo že děti jsou relativně lhostejné k objektům erotického uspokojení.

## Odlišné užití
Moderní užívání pojmu vrozená bisexualita vychází spíše z výzkumů Alfreda Kinseyho než z Freudových. Podle Kinseyho výzkumů je většina lidí do jisté míry bisexuální, avšak nemusí svoji bisexualitu vyjadřovat chováním.

## Dora a Vlčí muž
Dora, pravým jménem Ida Bauerová (1882–1945), byla jedna z Freudových pacientek. O vrozené bisexualitě se diskutuje ve spojení s Freudovými sezeními s Dorou.
Jiný příklad, často spojovaný s konceptem vrozené bisexuality, byl „Vlčí muž“ (pravým jménem Sergej Pankejeff), pacienta který se pokoušel potlačit své homosexuální sklony. Jeho vývoj vylíčil Freud jako nemožnost potlačení vrozených ženských sklonů.